# Bodmin
Bodmin (en còrnic Bosvena o Bosvenegh) és un municipi del Regne Unit, que pertany al comtat de Cornualla (Gran Bretanya). Antigament va ser la capital del comtat, fins que els tribunals de justícia es van traslladar a Truro (Cornualla). Dins el seu terme municipal estan inclosos tres llogarets: Cooksland, Dunmere i Turfdown.

## Localització

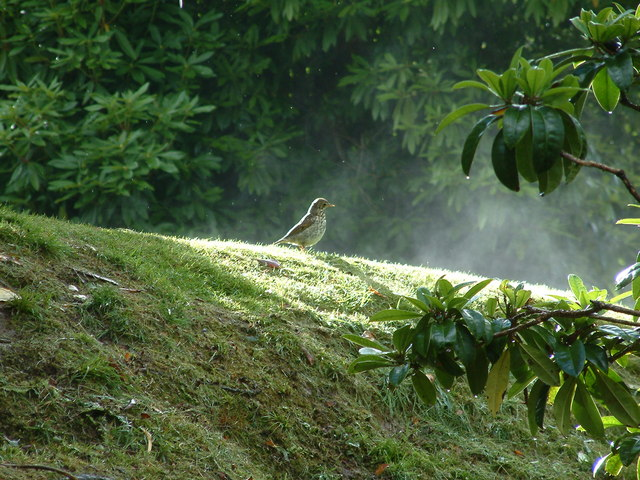
Paisatge a Lanhydrock

Bodmin és a l'est de Cornualla i al sud-est del Bodmin Moor una zona d'erms configurada per roques de granit i altres minerals que daten del Carbonífer. Hi passa el riu Fowey. Limita amb els següents municipis: Cardinham, a l'est, Lanhydrock, al sud-est, Lanivet al sud i a l'oest, Helland, al nord. Sobre la ciutat destaca un turó, el Bodmin Beacon, que és una reserva natural de 33,6 hectàrees i fa 162 m d'alçada.

## Història

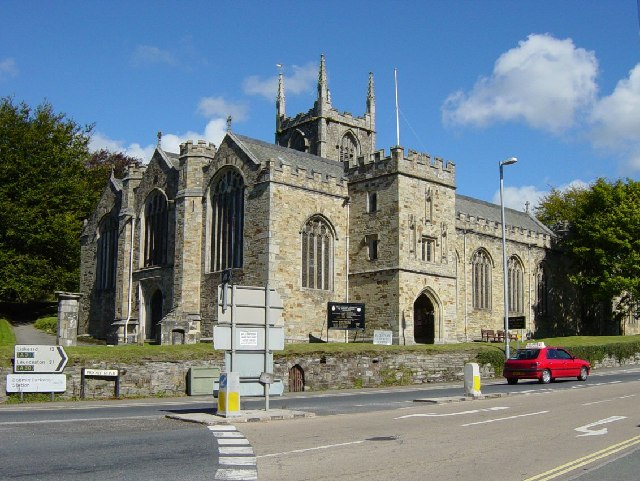
L'església de sant Petroc

S'ha suggerit que el nom d'aquest municipi estigui format per la unió de dues paraules: bod+menegh: la primera és una paraula emprada en el dialecte local del gal·lès, bod, que vol dir «llar», la segona part és una contracció de menegh, que vol dir «monjos». Aquesta hipòtesi es refereix a un monestir que va fundar sant Guron al segle vi i on va viure un altre sant anomenat Petroc. En textos antics es referien a aquesta ciutat pel nom de Petrockstow («la llar de sant Petroc»). Aquest monestir va ser privat de part de les seves terres després de la conquesta normanda, però en l'època que es va escriure el Domesday Book encara tenia divuit finques, entre les quals estaven Bodmin, Padstow i Rialton.
Al segle xv l'església de St. Petroc, ja en mal estat, es va reconstruir i va ser la segona més gran de la contrada, després de la catedral de Truro. En aquesta època a la ciutat van prosperar tallers on es fabricaven estris fets d'estany, segons consta als llibres de geografia editats per John Speed a Amsterdam el 1610. En algun llibre antic el nom d'aquest municipi s'ha trobat escrit en la forma Bodman, però potser només sigui una errada tipogràfica i mai es va dir així. Al segle xiv l'arribada de la pesta negra va suposar la mort de la meitat de la població: 1.500 persones.

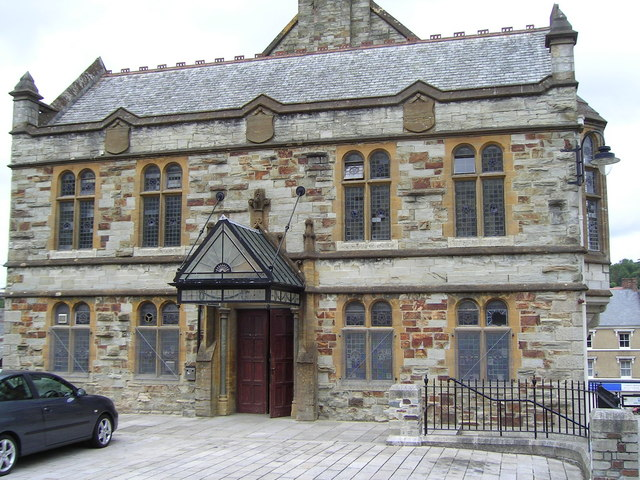
Public Rooms, el saló d'actes de Bodmin.

Bodmin va ser el centre de tres rebel·lions de gal·lesos contra el rei. La primera es va produir el 1497 quan un exèrcit de rebels encapçalat per Michael An Gof, un ferrer de St. Keverne, i Thomas Flamank, un advocat de Bodmin, van anar cap a Londres a girar la seva ràbia contra els mals consellers del rei Enric VII que li havien induït a carregar la població d'impostos, però van ser derrotats a Blackheath (Londres) per un exèrcit de 10.000 soldats capitanejats pel baró Daubeny. La tardor del 1497, Perkin Warbeck va voler usurpar el tron i va viatjar per les corts europees cercant suport, i només la va trobar a Espanya; llavors es va fer proclamar "rei Ricard IV" a Bodmin però aviat va ser detingut quan anava a l'abadia de Baulieu (Hampshire). El 1549, el rei Eduard VI volia imposar un nou catecisme de caràcter protestant i, a Cornualla, on encara hi havia molts catòlics, es van alçar en armes aplegats a Bodmin i van anar cap Exeter, ciutat que van assetjar. Unes 4.000 persones van morir durant aquesta revolta.
Bodmin va ser un dels primers municipis en tenir un cos de policia modern, en aplicació de la llei del 1835. El 1857 el govern local va demanar que fessin fora el cos de la policia del comtat que, segons deien era innecessària perquè a la ciutat el servei ja estava prou cobert amb la policia local; finalment el 1866 es va arribar a un acord mitjançant el qual els dos cossos policials quedaven amalgamats en un.

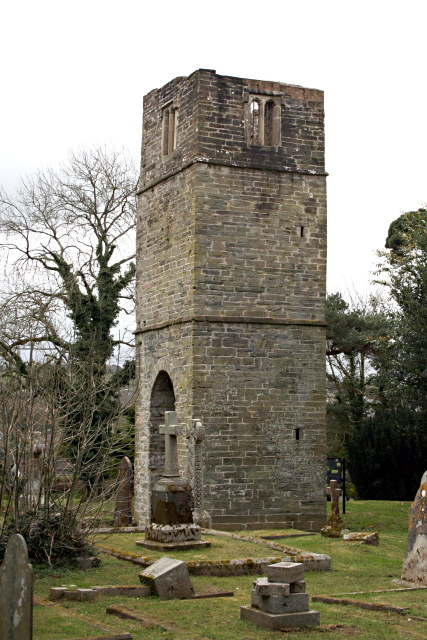
Torre Berry

## Llocs d'interès

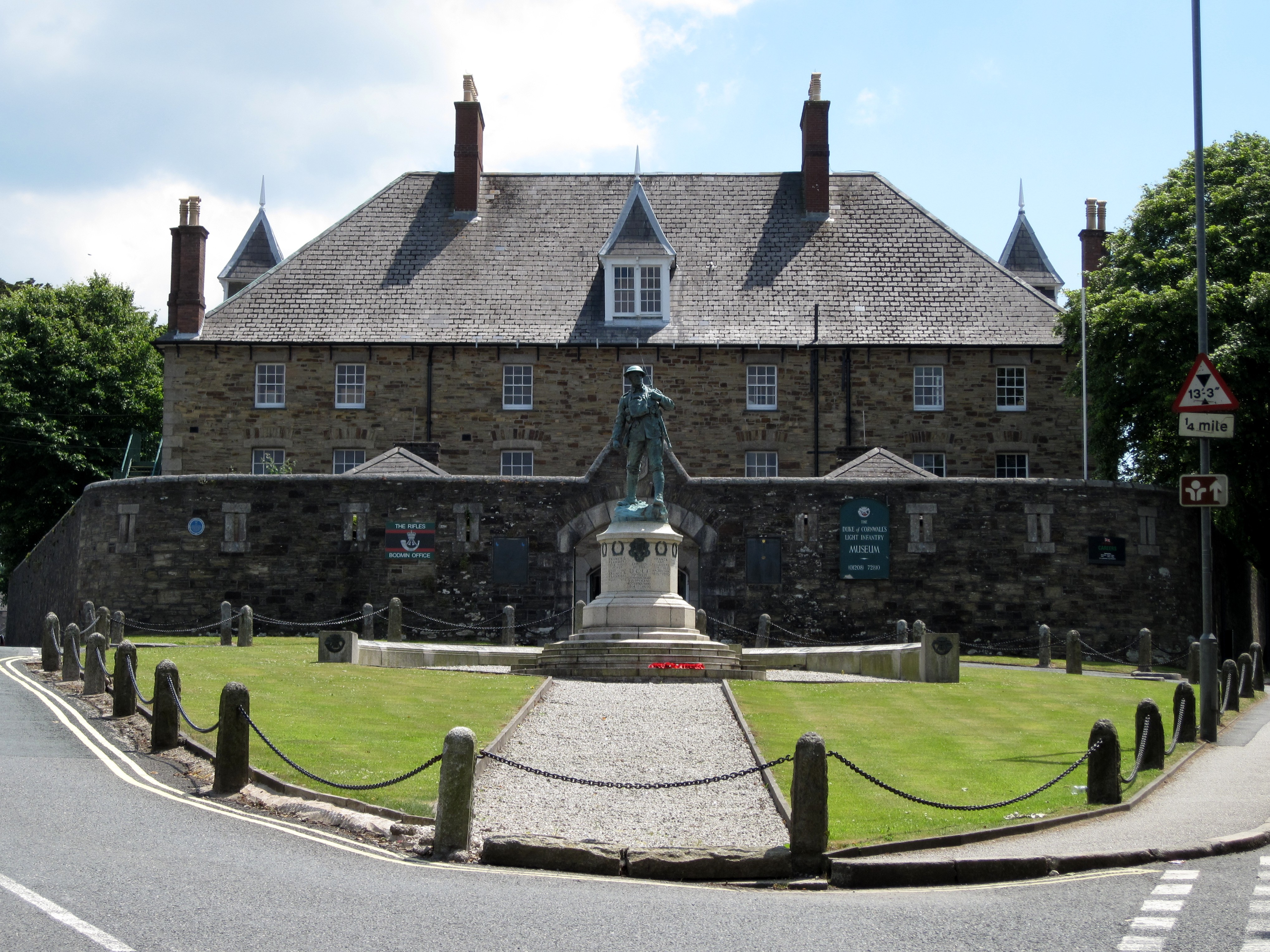
Museu militar

- L'església de sant Petroc, edifici declarat com a patrimoni històric de grau I.
- L'església de sant Tomàs Becket, en estat de ruïna, que té en el seu pati l'anomenada la font sagrada de sant Guron.
- La torre Berry, que és el que en resta de l'església de la sagrada creu.
- L'antic edifici del comtat, el Shire Hall, actualment una oficina de turisme.
- Victoria Barracks, un museu sobre l'exèrcit d'infanteria i una biblioteca.
- L'edifici dels francmaçons, que és la seu de set confraries.
- El monument al general sir Walter Raleigh, a dalt del Bodmin Beacon, erigit el 1857.
- Public Rooms, un saló d'actes on antigament se celebraven balls als quals estaven convidats els oficials de l'exèrcit de la base de Bodmin.

## Agermanaments
Bodmin té relacions d'agermanament amb:
- Le Relecq-Kerhuon (França)
- Bederkesa (Alemanya)
- Grass Valley (EUA)

## Activitats culturals tradicionals
El Bodmin Riding és una esfilada a cavall que es fa anualment pels carrers de la ciutat, en el mes de juliol coincidint amb el dia de sant Tomàs Becket. Aquesta tradició es va perdre al segle xix però es va recuperar el 1974.
Cada cinc anys se segueix la tradició de beneir els marges (Beating de Bounds): un grup de persones acompanyades d'un capellà recorren els límits del territori i fan una benedicció. Aquesta tradició es va iniciar en l'època normanda i s'havia perdut però la va reintroduir el 1885 William Robert Hicks, alcalde de la ciutat. En acabar la volta es fa un partit d'un antic esport de pilota que anomenen cornish hurling.

## Esports

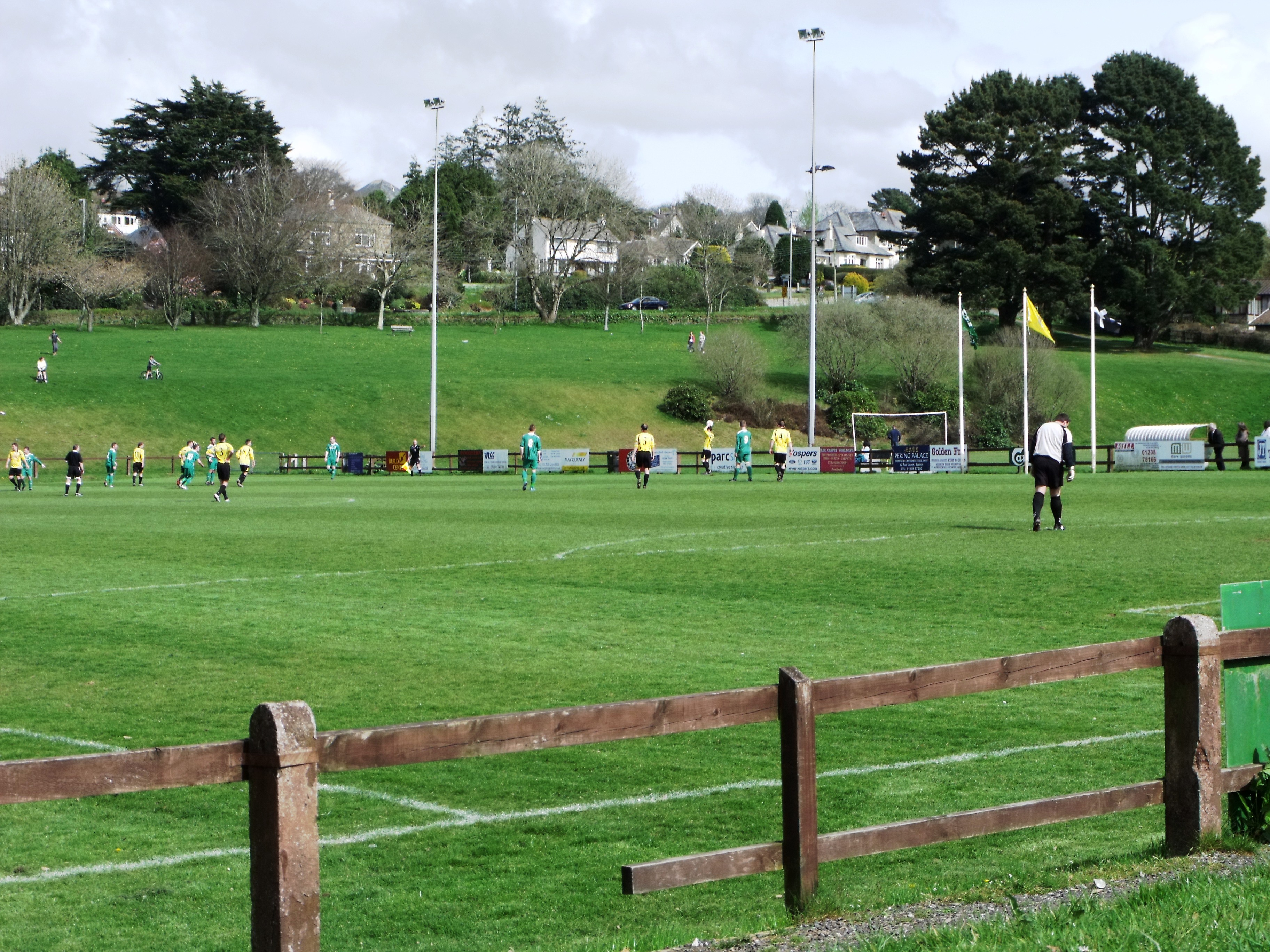
Partit entre el Bodmin Town i Ivybridge Town

Bodmin té un equip de futbol, el Bodmin Town, que juga en la lliga no professional South West Peninsula League, una competició de nivell 10 segons el sistema de classificació anglès. El seu camp està a Priory Park.
També té un equip de rugbi, que juga al Clifden Parc i participa en la lliga Tribute Cornwall-Devon, en el nivell 8.
Hi va haver un club de golf fundat el 1889, que va tancar després de la segona guerra mundial.[34] En canvi l'atletisme ha guanyat seguidors amb el club de corredors Bodmin RoadRunners.